# Schmittebergtunnel
Der Schmittebergtunnel ist ein 321 m langer Eisenbahntunnel der Schnellfahrstrecke Hannover–Würzburg. Das Bauwerk liegt auf dem Gebiet der hessischen Gemeinde Neuenstein.

## Verlauf
Das Bauwerk liegt zwischen den Streckenkilometern 191,610 und 191,931. Die Gradiente fällt nach Süden durchgehend ab. Die Trasse beschreibt in südlicher Richtung einen Rechtsbogen.
Die nach dem Verzeichnis der örtlich zulässigen Geschwindigkeiten (VzG) zulässige Geschwindigkeit im Bereich des Bauwerks liegt bei 280 km/h. Aufgrund von Restriktionen durch das Tunnelbegegnungsverbot sind tatsächlich nur 250 km/h zugelassen.
Nördlich schließt sich, nach einem kurzen Abschnitt offener Linienführung, der Mühlbachtunnel an. Südlich folgt auf das Bauwerk die Geisbach-Talbrücke.

## Geschichte
Das Bauwerk war 1984 mit einer Länge von 250 m und kalkulierten Kosten von 7,3 Millionen DM geplant. Die Bauarbeiten sollten im Juni 1985 beginnen und im Mai 1986 abgeschlossen werden.
Die Bauarbeiten begannen am 1. Februar 1985. Ein kurzer Abschnitt des Tunnels wurde in offener Bauweise erstellt. Er wurde am 2. Mai 1986 durchgeschlagen. Die Bauarbeiten wurden 1989 abgeschlossen. Die Länge des Tunnels wurde dabei mit 325,5 m angegeben.
Das Bauwerk lag in der Planungs- und Bauphase am südlichen Rand des Planungsabschnitts 14 im Mittelabschnitt der Neubaustrecke.
Der Tunnel wurde als Teil des Neubaustreckenabschnitts Göttingen–Kassel 1991 in Betrieb genommen.